# فورد فیوژن (اروپا)
فورد فیوژن (اروپا) (به انگلیسی: Ford Fusion Europe) خودرویی است که از سال ۲۰۰۲ تاکنون در کلن در نوردراین-وستفالن آلمان و چنای در هند تولید شده‌است. طول آن در حالت طبیعی ۴٬۰۲۰ میلیمتر (۱۵۸٫۳ اینچ) و عرض آن در حالت طبیعی ۱٬۷۱۰ میلیمتر (۶۷٫۳ اینچ) و ارتفاع آن در حالت طبیعی ۱٬۵۰۰ میلیمتر (۵۹٫۱ اینچ) است. سیستم جعبه‌دندهٔ آن ۵ دنده به دو صورت خودکار و دستی است.

## نگارخانه

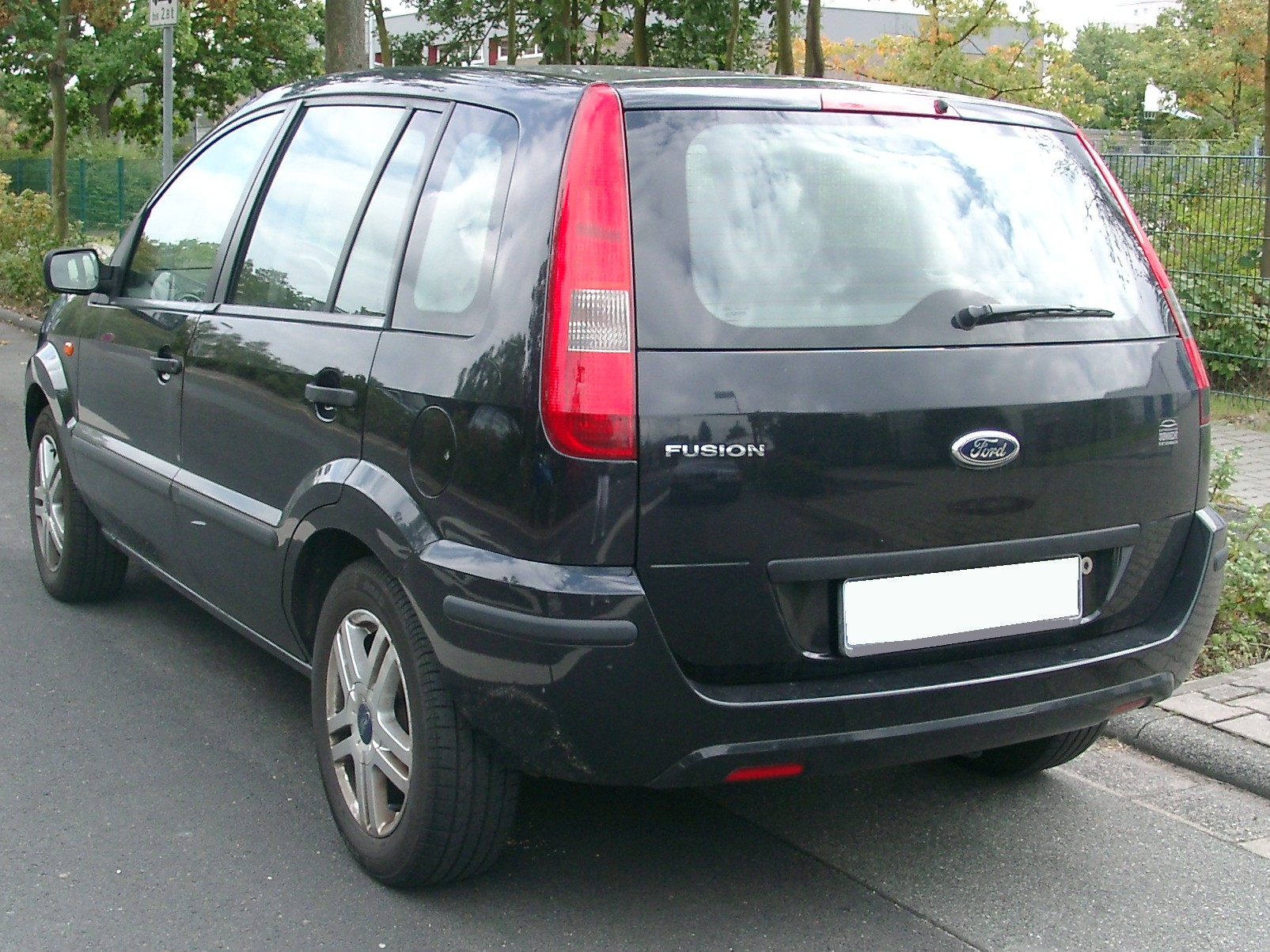
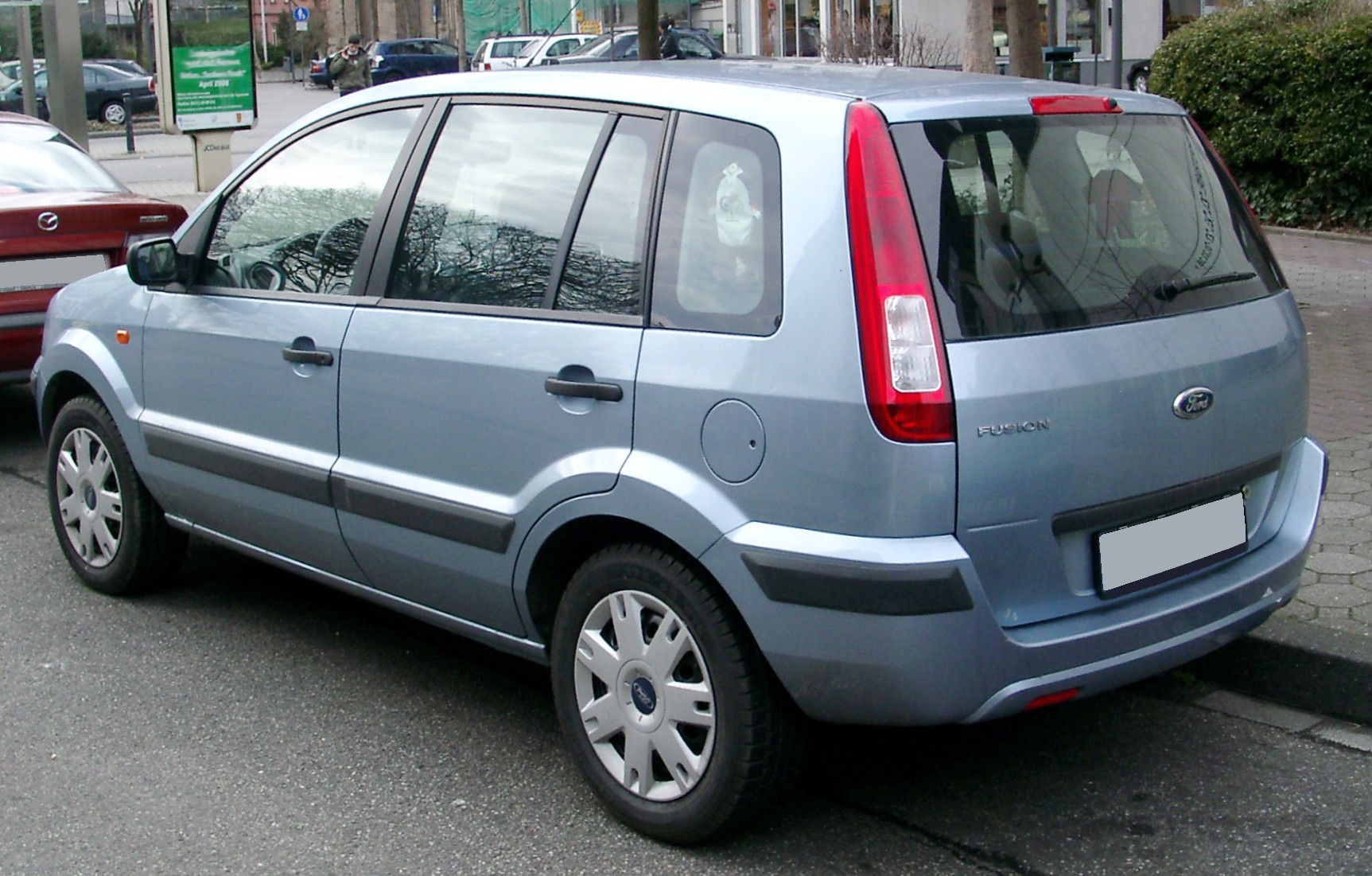
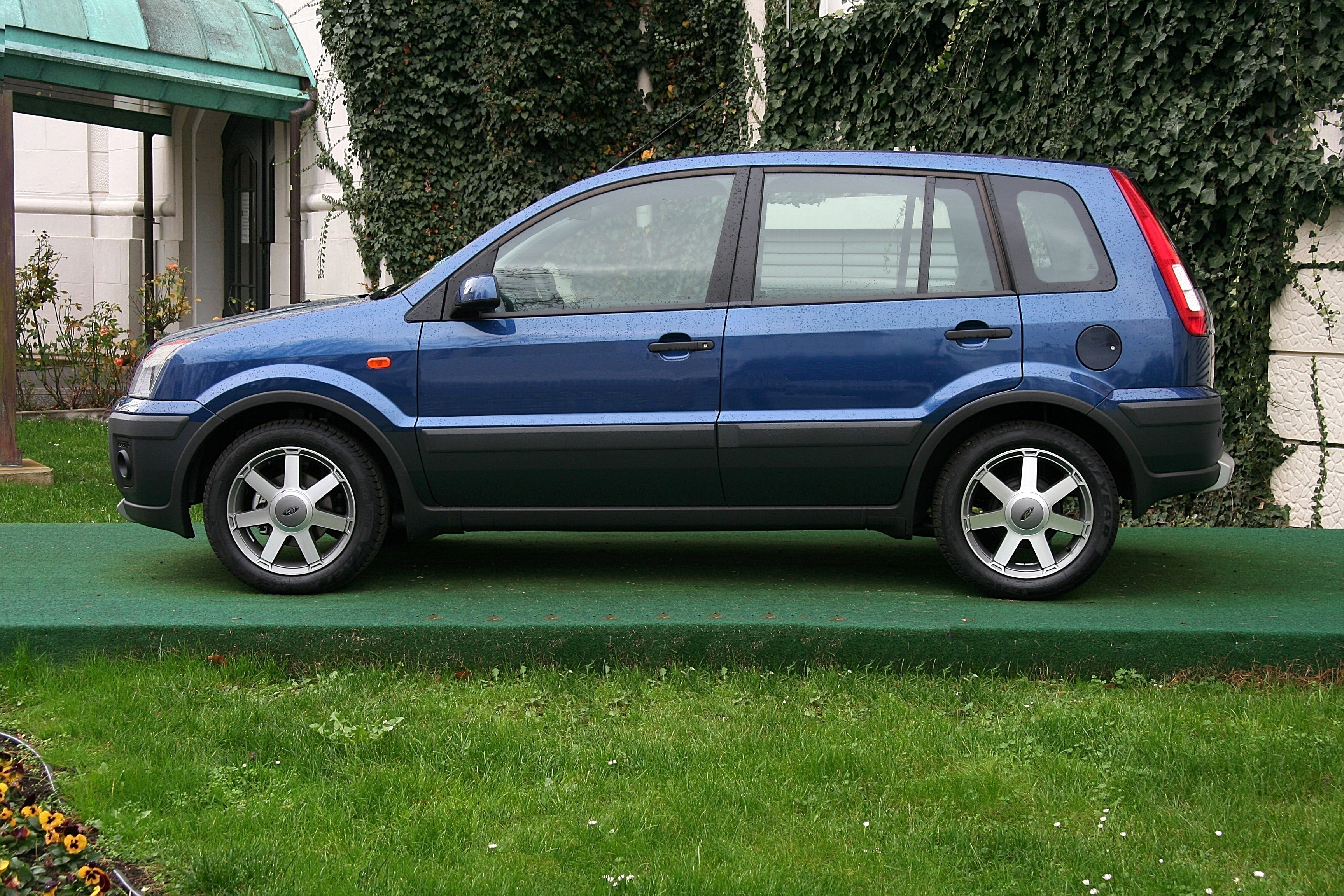